# Otus
Otus je rod sov, ki pripadajo družini pravih sov (Strigidae). Znanih je približno 45 vrst, med katerimi je najbolj znan veliki skovik. Občasno prepoznavajo nove primerke, vsakih nekaj let, še posebej v Indoneziji, pa še vedno odkrivajo še neznane vrste. 

## Vrste
- Otus alfredi
- Otus alius
- Otus angelinae
- Otus bakkamoena
- Otus balli
- Otus beccarii
- Otus brookii
- Otus brucei, perzijski skovik
- Otus capnodes
- Otus collari
- Otus elegans
- Otus enganensis
- Otus flammeolus – začasno uvrščena tukaj
- Otus fuliginosus
- Otus hartlaubi
- Otus icterorhynchus
- Otus insularis
- Otus ireneae
- Otus lempiji
- Otus lettia
- Otus longicornis
- Otus magicus
- Otus madagascariensis – nekoč vključena v O. rutilus
- Otus manadensis
- Otus mantananensis
- Otus mayottensis – nekoč vključena v O. rutilus
- Otus megalotis
- Otus mentawi
- Otus mindorensis
- Otus mirus
- Otus moheliensis
- Otus pauliani
- Otus pembaensis
- Otus rufescens
  - Otus rufescens burbidgei - izumla (sredi 20. stoletja)
- Otus rutilus
- Otus sagittatus
- Otus scops, veliki skovik
- Otus seductus
- Otus senegalensis
- Otus semitorques
- Otus siaoensis
- Otus silvicola
- Otus spilocephalus
- Otus sunia
- Otus thilohoffmanni
- Otus umbra